# Sibylla de Lamboy
Sibylla de Lamboy (okolo 1620? – 10. října 1687 Praha) byla německá šlechtična a mecenáška pocházející z rodu baronů von Boyneburg Bemmelburg, provdaná za původem nizozemského šlechtice španělského původu a vojevůdce třicetileté války Guillauma de Lamboye. 

## Život

### Mládí a sňatek
Pocházela z německého šlechtického rodu baronů von Boyneburg Bemmelburg, narodila se jako dcera Johanna von Bemmelburg na Boyneburgu, Erolzheimu a Marktbissingenu, guvernéra rakouského Innsbrucku, a hraběnky Kateřiny z Montfortu. 
Roku 1641 byla provdána za Guillauma (Viléma) de Lamboye, nizozemského šlechtice, který se proslavil jako generál za třicetileté války ve službách Svaté říše římské. Roku 1645 dosáhl hodnosti polního maršála a v roce 1649 byl povýšen do stavu říšských hrabat. Během konfiskací Albrechtu z Valdštejna, zavražděném v Chebu roku 1634, získal značný majetek v Čechách, včetně města a zamku v Hostinném v Podkrkonoší. Alianční erb manželů Lamboy-Boyneburg se mj. dochoval také nad vstupní branou zámku Dessener nedaleko nizozemského Maastrichtu. 
Po skončení války pak manželé společně žili na zámku Dymokury, kde Guillaume de Lamboy také koncem roku 1659 zemřel. Dědicem majetku se stal syn Jan Lambert Antonín (1644–1669), který byl v době otcova úmrtí ještě nezletilý a poručnickou správu majetku vedla Sibylla. 

### Mecenášství a správa majetku
10. října 1655 věnovala značný obnos peněz pro potřeby vzniku ženského kláštera voršilek v Praze, prvního kláštěra tohoto řádu v Habsburské monarchi, do kterého posléze uvedla 7 sester z mateřského kláštera v později belgickém Lutychu. Původně sestry obývaly dům na Újezdě, posléze přesídlily do budov kláštera vystavěného v ose pozdější Národní třídy dokončeného až roku 1676, který vznikl na parcele domu u Příchovských. Součástí klášterního areálu byla také dívčí církevní škola, jedna z vůbec prvních takových škol v českých zemích.

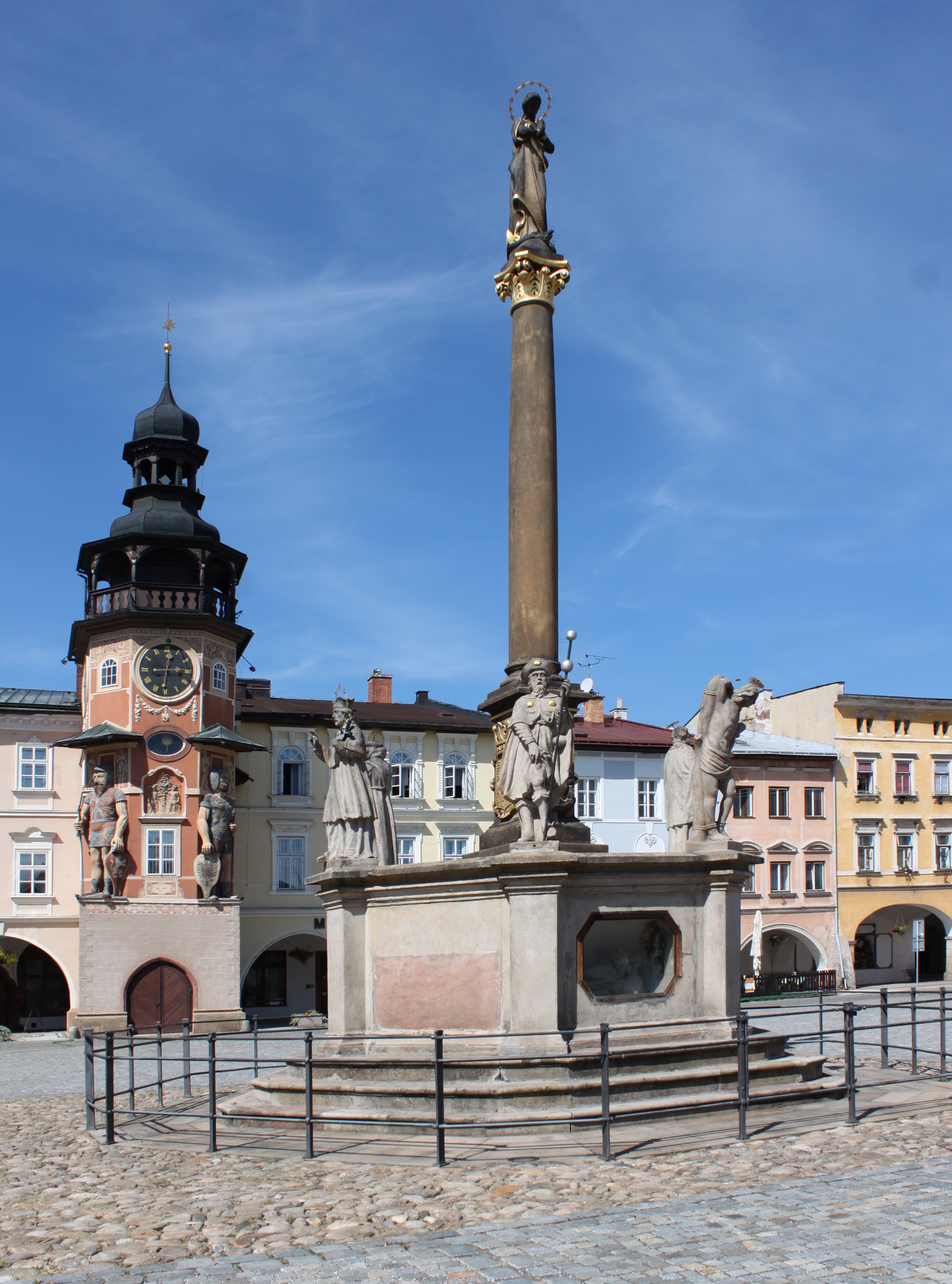
Mariánský sloup v Hostinném

V roce 1659 koupila Sibyla městské pozemky severně od Hostinného a založila zde hospodářský dvůr, který až do 19. století nesl její jméno (Sibilla Hof). V roce 1678 iniciovala výstavbu Mariánského sloupu v Hostinném, což dokládá latinský nápis a erb Lamboyů.

### Rodina
S manželem počali celkem šest dětí. Nejstarší dva potomci Marie a Vilém František zemřeli v dětství, z dalších dcer se jedna stala jeptiškou kláštera voršilek v Kolíně nad Rýnem. Syn Jan Lambert Antonín (1644–1669) dědictví převzal v roce 1664, stal se radou apelačního soudu a oženil se s hraběnkou Annou Marií Františkou z Martinic (1652–1694), dcerou nejvyššího hofmistra Českého království Maxmiliána Valentina z Martinic. Jan Lambert však zemřel již v roce 1669 ve věku 24 let, jediný syn Jan Maxmilián zemřel v roce 1683 ve věku třinácti let.

### Úmrtí
Sibylla de Lamboy zemřela 10. října 1687, v Praze. Pohřbena byla v rodinné hrobce v kostele sv. Františka Serafínského v Hostinném, posléze začleněného do areálu kláštera františkánů, po boku svého manžela a syna.
Po její smrti 1687 pak panství Hostinné zdědila její snacha Anna Marie Františka de Lamboy, která jej přinesla jako vklad do druhého manželství s Václavem Norbertem Oktaviánem Kinským.

### Památka
Její památku vyzdvihla mj. koncem 19. století spisovatelka Teréza Nováková ve své knize o historii významných českých žen Slavín žen českých z roku 1894. 
Hospodářský dvůr později zanikl, ale v severní části Hostinného zůstalo dodnes místní pojmenování Sibyla.